# براغيتي
براغيتي قرية في منطقة إدلب في محافظة إدلب في سورية.